# Pécsi Vasutas SK
Pécsi Vasutas SK – węgierski klub sportowy z siedzibą w Peczu. W sezonie 2011/2012 sekcja piłkarska klubu uczestniczy w rozgrywkach 4. ligi.

## Historia

### Chronologia nazw
- 1919: Pécsi Vasutas Sportkör
- 1948: Pécsi Vasutas SE
- 1949: Pécsi Lokomotív
- 1955: Pécsi Törekvés
- 1956: Pécsi Vasutas Sportkör
- 1997: Pécsi Vasutas Sportkör-Pécs'96 (połączenie z klubem Pécs'96)
- 2000: Pécsi Vasutas Sportkör

## Osiągnięcia
- W lidze (3 sezony na 109): 1945/46, 1952, 1979/80